# Richardia laterina
Richardia laterina är en tvåvingeart som beskrevs av Camillo Rondani 1848. Richardia laterina ingår i släktet Richardia och familjen Richardiidae. Inga underarter finns listade i Catalogue of Life.